# Соєвий шріт

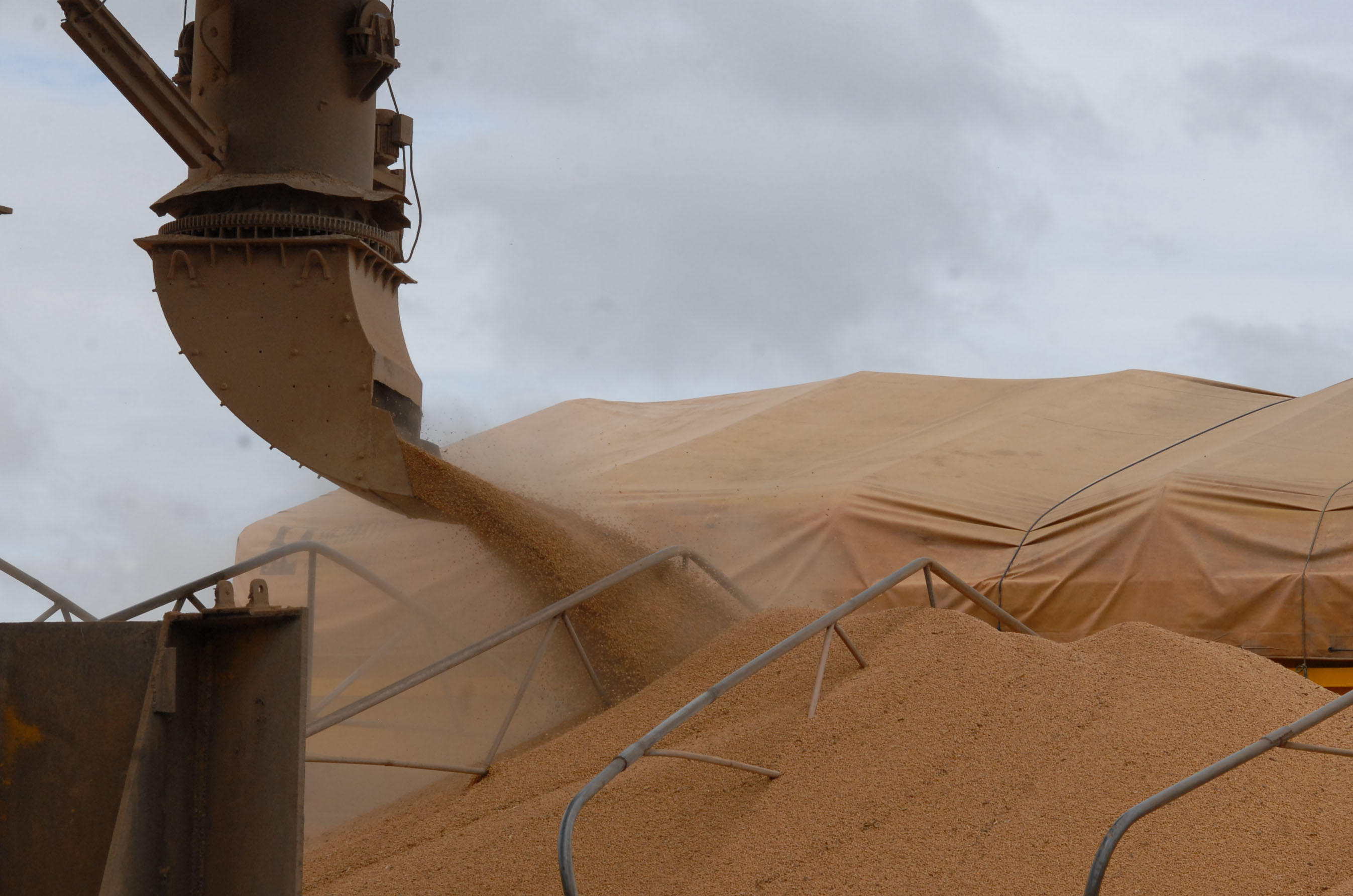

Соєвий шріт — найякісніша[перевірити] сировина для виробництва комбікормів для сільськогосподарських тварин, птиці, риб. Його отримують шляхом переробки соєвих бобів (після вилучення з них олії шляхом екстракції) і додаткової вологотеплової обробки. Соєвий шріт містить широкий набір мінеральних речовин, амінокислот та білків.
Використовується у вигляді основи для різних комбікормів. Він є одним з найякісніших продуктів рослинного походження для годівлі сільськогосподарських тварин. Соєвий шрот добре засвоюється, а за своєю біологічною цінністю близький до білків тваринного походження.
Широко застосовується у тваринницькій промисловості. У таких країнах, як Аргентина, є однією з найприбутковіших сфер експорту. Придатний для торговельних відносин вміст білка на 2010 рік в Україні становить близько 67- 69 відсотків.

## Склад
| Якісний показник:      | Значення:  |
| ---------------------- | ---------- |
| Сирий білок            | 46         |
| Жир,%                  | 2,5        |
| Вологість,% макс.      | 12         |
| Лізин, г/кг            | 28,4       |
| Метионін + цістін¸г/кг | 14,2       |
| Треонін, г/кг          | 20,0       |
| Уреаза, Ph% e          | 0,01 — 0,1 |
| Калорійність, ккал/кг  | 2630,0     |